# Мечеть Омар Ефенді
Мечеть Омар Ефенді (азерб. Ömər Əfəndi məscidi) — історико-архітектурний пам'ятник XIX століття. Знаходиться в місті Шекі, Азербайджан.

## Історія
Побудована в XIX столітті мечеть Омара Ефенді зберегла свій первісний вигляд до наших днів. У радянський період будівлю мечеті використовувалося як склад. Після 1950 року мечеть відновила свою діяльність. У 1986 році мечеть згоріла в результаті стихійного лиха. У 1987 році, з ініціативи імама Джума-мечеті міста Шекі — Гаджи Селіма Ефенді, а також за допомогою пожертвувань місцевих жителів, мечеть була відреставрована і відновлена.

## Опис і Архітектура

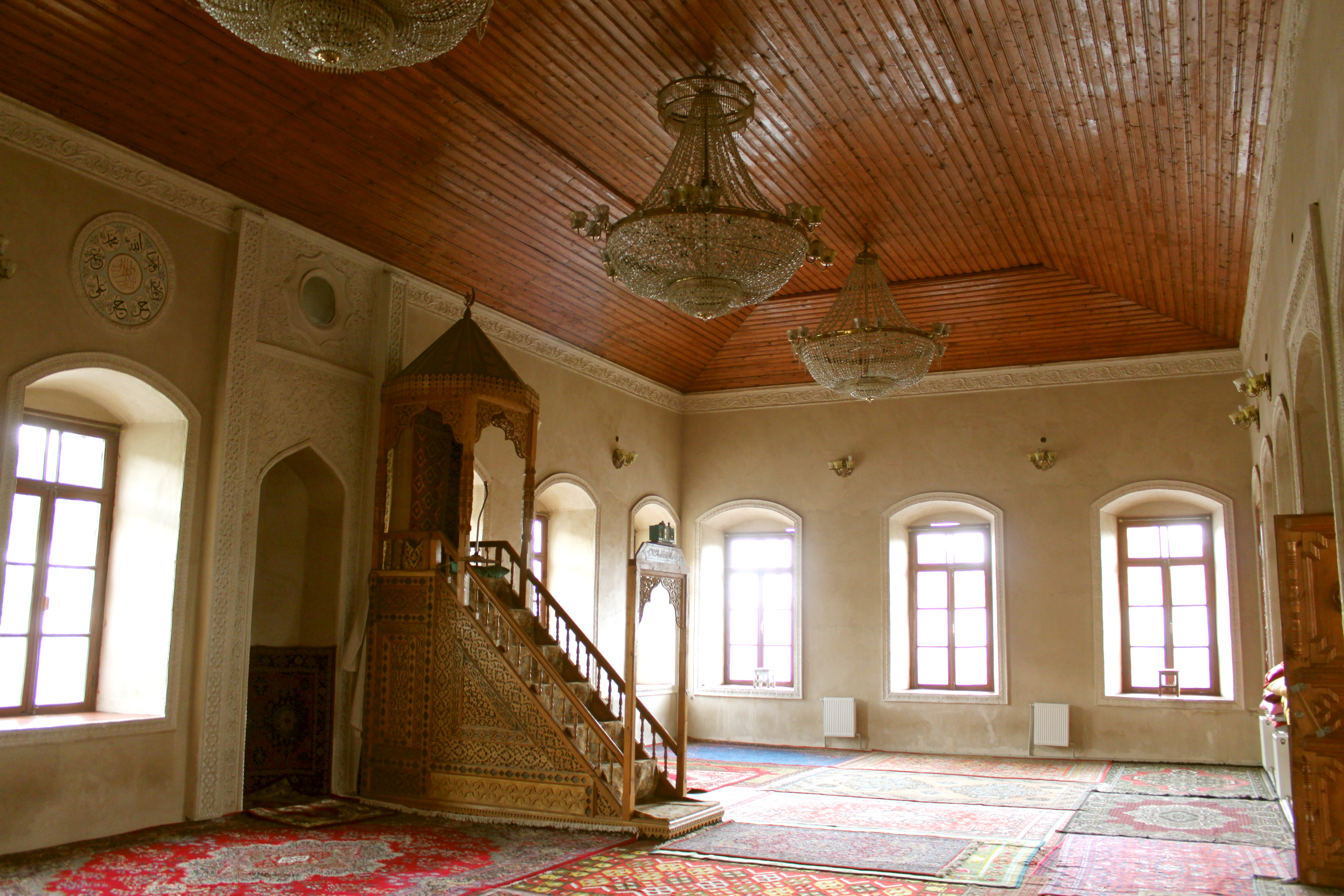
інтер'єр мечеті

Мечеть Омара Ефенді має прямокутну форму. Цегляний карниз на фасаді, а також стіни між вікнами, прикрашені кілька виступаючими вперед тонкими візерунками, доповнюють її архітектурний вигляд.
Площа мечеті становить 105 квадратних метрів, територія прилеглої ділянки — 525 квадратних метрів. При будівництві мечеті були використані такі місцеві будматеріали, як галька і випаленої цегла. Дах мечеті покрита залізними листами, підлога і стеля виконані з дерева.
Перед вхідними дверима мечеті розташований відкритий балкон. Молільники здійснюють омивання в басейні, розташованому у дворі мечеті, а потім проходять для здійснення молитви в просторий і світлий зал. У головному молитовному залі встановлено 14 вікон. У передній частині головного молитовного залу знаходиться ще більші за розмірами молитовні приміщення, загальною площею 80 квадратних метрів. 45 з них віддані жінкам, а інша частина використовується як коридор. Мінбар (трибуна) мечеті виготовлений з дерева і прикрашений елегантними ручними візерунками. Висота міхраба, оформленого рослинним орнаментом — три метри.

### Мінарет
Мінарет мечеті, також побудований з випаленої цегли, має округлу форму. Його висота становить 14 метрів. Цегляний візерунки мінарету, що входить в основний комплекс мечеті, підкреслюює майстерність майстра.

## Цікаві факти
Релігійна громада мечеті «Омар Ефенді» міста Шекі зареєстрована Державним Комітетом Азербайджанської Республіки по Роботі з релігійної освіти.